# Diegese
Diegese (französisch diégèse, nach altgriechisch διήγησις dihegesis‚ Erzählung, Erörterung, Ausführung) ist ein analytisches Konzept der Erzähltheorie, welches erläutert, ob sich Bestandteile der Erzählform innerhalb oder außerhalb der erzählten Welt befinden (Erzählebene).
Der Begriff ist eine Abwandlung der altgriechischen Diegesis, die eine erzählende Rede bezeichnet, im Gegensatz zur Mimesis. Die Diegese muss aber deutlich von der Diegesis unterschieden werden. Laut Gérard Genette ist „die Diegese (…) eher ein ganzes Universum als eine Verknüpfung von Handlungen. Sie ist mithin nicht die Geschichte, sondern das Universum, in dem sie spielt“. Für Étienne Souriau beinhaltet sie „alles, was sich laut der (…) präsentierten Fiktion ereignet und was sie impliziert, wenn man sie als wahr ansähe.“
In der Kunstgeschichte wird der Begriff Diegese im Rahmen der Rezeptionsästhetik verwendet. Er behandelt die Frage, in welcher Art und Weise die Dinge und Personen der innerbildlichen Kommunikation zueinander in Beziehung treten (den Betrachter ein- oder aber scheinbar ausschließend). Sie gibt Auskunft über die Anordnung der Handlungsträger auf der Bildfläche und/oder im perspektivischen Raum, die Position, die sie zueinander und zum Betrachter einnehmen (deiktische Einrichtung des Werks).

## Begriffsgeschichte
1950 kreierte Anne Souriau im Rahmen einer Arbeitsgruppe zur Ästhetik am Institut der Filmologie an der Université de Paris einen Begriff, den ihr Vater Étienne zu Beginn des Semesters 1950/51 dann erstmals im Rahmen einer Vorlesung über Die Struktur des filmischen Universums und das Vokabular der Filmologie der akademischen Öffentlichkeit präsentierte. Er lehnt sich an Platons Unterscheidung von Mimesis und Diegesis in dessen Werk Politeia an, unterscheidet sich aber deutlich davon. Diégèse bezeichnet nach Souriau das raumzeitliche Universum, welches ein erzählender Text, ein Drama oder ein Film eröffnet (l’univers d’une œuvre, le monde qu’elle évoque et dont elle représente une partie – „Das Universum eines Werks; die Welt, die es erzeugt und von der es einen Ausschnitt zur Darstellung bringt“).
Anne Souriau geht noch weiter und behauptet: „Das Wort Diegese betrifft alle Künste, in denen man etwas repräsentiert (Kino, Theater, gegenständliches Ballett, Literatur, Malerei und repräsentative Plastik, Programmmusik etc.)“
Vor allem bei der Analyse von Filmmusik wird die Unterscheidung diegetisch-nichtdiegetisch (oder diegetisch-extradiegetisch) seither häufig verwendet (Klingt die Musik in der Handlung oder steht sie außerhalb?). Zum Beispiel: Eine Hintergrundmusik ist nichtdiegetisch, eine von sichtbaren Instrumenten gespielte (oder aus sichtbaren Lautsprechern klingende) Musik diegetisch.
Unterscheidungen dieser Art sind jedoch für alle Elemente einer Erzählung zentral: Dass ein Erzähler oder eine Kamera ein Detail aus einem Zusammenhang heraushebt, hat nichts mit der erzählten Welt zu tun, sondern mit der Welt des Erzählers, der sich für etwas Bestimmtes interessiert und dies weitervermittelt. Das Detail gehört zur erzählten Welt, seine Hervorhebung nicht. Jede Erzählung enthält diegetische und nichtdiegetische Bestandteile.
In der Intermedialitätsforschung wird die Unterscheidung diegetisch-nichtdiegetisch häufig mit der Unterscheidung „technisches Verfahren“ – „menschliche Zutat“ gleichgesetzt, z. B. bei einem „nichtdiegetischen“ Live-Kommentar zu einer „diegetischen“ Aufzeichnung. Dabei bleibt oft unberücksichtigt, dass technische Verfahren Konventionen von Beobachtern sind, die noch keine Informationen über ein Beobachtetes enthalten.
Der Erzähltheoretiker Gérard Genette hat den Begriff Diegese aufgenommen und weiterentwickelt.

## Beispiele der homo- und heterodiegetischen Erzählungen
Während bei den homodiegetischen Erzählungen der Erzähler in der Geschichte als Figur vorkommt –, gewissermaßen auf der Ebene der Geschichte, der Diegesis, als handelnde Instanz –, verwirklicht sich der Erzähler in der heterodiegetischen Erzählung, auf Ebene der Erzählung, der Exegesis als Erzählinstanz. Er ist nicht selber als Ereignisträger in der Geschichte beteiligt.
Eine weitere Unterscheidung zwischen Texten ist die der Faktualität und der Fiktivität. Faktuale Texte sind in ihrem Erzählen wesentlich bestimmt von assertiven Sprachhandlungen. Obgleich fiktionale Erzählungen größtenteils auch aus Behauptungssätzen bestehen, entspricht ihnen, im Gegensatz zu den faktualen Texten, jedoch kein Geschehen. Das bedeutet, der Text muss eine exakte, nachvollziehbare und verifizierte Wiedergabe von Tatsachen abbilden. Der Duktus ist in sachlicher, objektiver Darstellung gehalten, der in klarer Abfolge über die verschiedenen Aspekte des Gegenstands, über Tatsachen informiert. Fiktionale Erzählungen handeln von nicht-wirklichen Geschehen, insbesondere von nicht-wirklichen Ereignisträgern. Der Autor als Produzent des fiktionalen Textes stellt somit Behauptungen, assertive Sprachhandlungen auf, von Ereignissen, die nicht existieren. Geschichten wie auch Geschehen sind aus Ereignissen aufgebaut. Ereignisse sind Zustandsveränderungen über einen Zeitraum. Begrifflich wird bei einem Ereignis differenziert als eine auffällige (markierte) Zustandsänderung und einem Geschehen als eine unauffällige (unmarkierte) Zustandsänderung.

### Beispiele faktual homodiegetischen Erzählens
Etwa im autobiografischen Schreiben:
- Tagebücher
- Reiseberichte
- Autobiografien
- Arztbriefe etc.

### Beispiele faktual heterodiegetischen Erzählens
Hier berichtet der Erzähler aus der Perspektive des „unbeteiligten Beobachters“:
- journalistische Texte
- narrative Geschichtsschreibung
- juristische Protokolle
- archäologische Grabungsberichte
- Hauptverhandlungsprotokolle etc.
- Wissenschaftstexte
- Lexikonartikel

### Beispiele fiktional homodiegetischen Erzählens
In fiktionalen homodiegetischen Erzähltexten ist der fiktive Erzähler, die Erzählinstanz, als Figur in der Geschichte präsent:
- fingierte bzw. fiktionale Tagebücher, Reiseberichte, Biografien
- Romane etc.

### Beispiele fiktional heterodiegetischen Erzählens
Sie sind dadurch gekennzeichnet, dass der Erzähler als Figur in der Erzählung nicht vorkommt, abwesend ist:
- fingierte bzw. fiktionale Reiseerlebnisse
- Romane
- Märchen etc.

## Terminologie nach Genette
Diegetisch oder intradiegetisch ist nach Gérard Genette alles zu nennen, was zur erzählten Welt gehört. Ein Text kann mehr als eine diegetische Ebene haben, in der Regel benennt man mit Diegese jedoch die Elemente der Haupthandlung, sofern sich eine solche bestimmen lässt.
„Erzählebenen“ können aufeinander aufbauen, so dass eine Hierarchie entsteht. Um verschiedene Ebenen voneinander trennen zu können, führt Genette relationale Begriffe ein:
- Die der Diegese vorgelagerte Erzählebene, also zum Beispiel Rahmenhandlungen, nennt er extradiegetisch.
- Die eigentliche Diegese oder Erzählung, die Ebene, auf der die Figuren handeln, nennt Genette zur besseren Unterscheidung intradiegetisch.
- Wenn wiederum in die Intradiegese Erzählungen eingelagert werden, spricht man von Binnen-Erzählungen; Genette nennt diese Ebene metadiegetisch.

Auch die verschiedenen „Erzählerpositionen“ macht Genette an ihrem Verhältnis zur Diegese fest.
- Ist der Erzähler gleichzeitig eine (Neben-)Figur der Handlung, nennt er die Erzählerposition homodiegetisch.
- Ist der Erzähler sogar Protagonist der Handlung, ist die Erzählposition als Sonderfall der homodiegetischen Position autodiegetisch zu nennen.
- Kommt der Erzähler in der Handlung selbst nicht vor, ist seine Position als heterodiegetisch zu bezeichnen.

Die Bezeichnungen der Erzählebenen und der Erzählerpositionen sind unabhängig voneinander. Eine Figur kann auf verschiedenen Ebenen auch unterschiedliche Erzählpositionen einnehmen:
Ein Erzähler, der auf der extradiegetischen Ebene autodiegetisch erzählt, also eine Geschichte berichtet, in der er selbst die Hauptperson ist, kann innerhalb dieser erzählten Geschichte, der (Intra-)Diegese, wiederum eine Geschichte berichten (Metadiegese), in der er aber nicht vorkommt, also auf intradiegetischer Ebene ein heterodiegetischer Erzähler der metadiegetischen Ebene sein.

## Terminologie nach Souriau
Laut Souriau steht die Diegese bzw. das Diegetische als eigene Dimension des filmischen Universums neben:
- dem Afilmischen (die „unabhängig von den kinematographischen Tatsachen“ existierende Wirklichkeit);
- dem Profilmischen (die gefilmte „objektive Wirklichkeit“);
- dem Filmographischen („alle Aspekte des fertig gezogenen Filmstreifens“);
- dem Filmophanischen („alles, was sich während der audiovisuellen Projektion des Films ereignet“);
- dem Kreatoriellen („alles, was die Hervorbringung des Werks betrifft“);
- sowie dem Spektatoriellen („alles, was sich subjektiv im Geist des Zuschauers ereignet“).[11]

## Verwandte Theorien
Eine ähnliche Theorie zur Differenzierung der Handlungsrahmen, die er frames nennt, hat der amerikanische Soziologe Erving Goffman um etwa 1960 entwickelt. Er trennt jedoch nicht zwischen Fiktion und Alltagserfahrung und behandelt jedes Außerplanmäßige als etwas, was nicht zur Diegese gehört. Dementsprechend wird seine Theorie eher von der Soziologie aufgegriffen, obwohl Goffman zahlreiche Beispiele aus Literatur oder Film verwendet. (Siehe auch: Vierte Wand)